# Ján Greguš
Ján Greguš (Nitra, 29 gennaio 1991) è un calciatore slovacco, di ruolo centrocampista, svincolato.

## Carriera

### Nazionale
Viene convocato per gli Europei 2016 in Francia e per gli Europei 2020.

## Palmarès

### Club

#### Competizioni nazionali
- Coppa di Danimarca: 1

Copenaghen: 2016-2017
- Campionato danese: 1

Copenaghen: 2016-2017